# Habiba Atta Forson
Pour les articles homonymes, voir Atta (homonymie).
Habiba Atta Forson, née vers 1945, est une athlète, entraîneuse et dirigeante de football ghanéenne.

## Carrière
Habiba Atta est championne du Ghana de saut en hauteur de 1962 à 1965, battant le record du Ghana en 1963. Au niveau international, elle est médaillée d'argent du saut en hauteur et du relais 4 x 100 mètres aux Jeux africains de 1965 à Brazzaville. Elle remporte le championnat régional de tennis en 1977 puis devient entraîneur de football à la Kumasi Senior High Technical School, prenant notamment sous son aile Frimpong Manso (en).
En 1983, elle fonde le club du Fabulous Ladies Football Club à Kumasi. Elle contribue grandement à la création de l'équipe du Ghana féminine de football en 1991, dont elle est manager lors la Coupe du monde féminine de football 1999 aux États-Unis.
Vice-présidente de l'Association régionale de football d'Ashanti, elle est élue au Comité exécutif de la Fédération du Ghana de football le 24 octobre 2019 ; elle est la seule femme siégeant dans cet organe dirigeant.